# Hertog van Abercorn

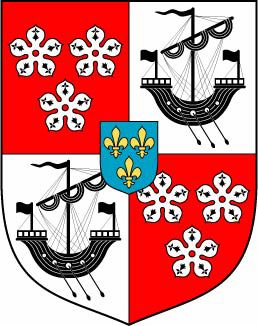
Wapen van de hertog van Abercorn

Hertog van Abercorn (Engels: Duke of Abercorn) is een Ierse adellijke titel. 
De titel hertog van Abercorn werd gecreëerd in 1868 door koningin Victoria voor James Hamilton, 2e markies van Abercorn. Hoewel de titel Iers is, is de naam ontleend aan de Schotse plaats Abercorn (West Lothian)

## Hertog van Abercorn, eerste creatie (1868)
- James Hamilton, 1e hertog van Abercorn (1868–1885)
- James Hamilton, 2e hertog van Abercorn (1885–1913)
- James Albert Edward Hamilton, 3e hertog van Abercorn (1913–1953)
- James Edward Hamilton, 4e hertog van Abercorn (1953–1979)
- James Hamilton, 5e hertog van Abercorn (1979-heden)